# Mandami a dire
Mandami a dire è un romanzo di Pino Roveredo, pubblicato nel 2005 da Bompiani, vincitore ex aequo del Premio Campiello nel 2005.

## Edizioni
- Pino Roveredo, Mandami a dire, a cura di Claudio Magris, Milano, AsSaggi Bompiani, 2005.